# اسلونسکی هلدینگ
اسلونسکی هلدینگ (انگلیسی: Holding Slovenske) شرکت برق در اسلوونی است، که در سال ۲۰۰۱ تأسیس شد.